# Szabad kultúra (könyv)
A Szabad kultúra: A kreativitás természete és jövője (2004) Lawrence Lessig jogászprofesszor könyve, melyet az interneten a Creative Commons nem-kereskedelmi célra szabadon felhasználható licence (by-nc 1.0) alatt 2004. március 25-én jelentetett meg. Az angol cím: Free Culture: How Big Media Uses Technology and the Law to Lock Down Culture and Control Creativity (a puhakötésű kiadásban a cím: Free Culture: The Nature and Future of Creativity)

## Háttér
A 90-es évek végén először az USA-ban a copyright-monopóliumok további, rendkívül szélsőséges kiterjesztése történt meg, mely mind Európában mind a tengerentúl indokolta a szabad kulturális licencek megerősítését, mely Lessiget tovább ösztönözte a copyright-monopóliumok mérséklésével kapcsolatos úgy elméleti, mint gyakorlati munka folytatására.

## Összefoglalás

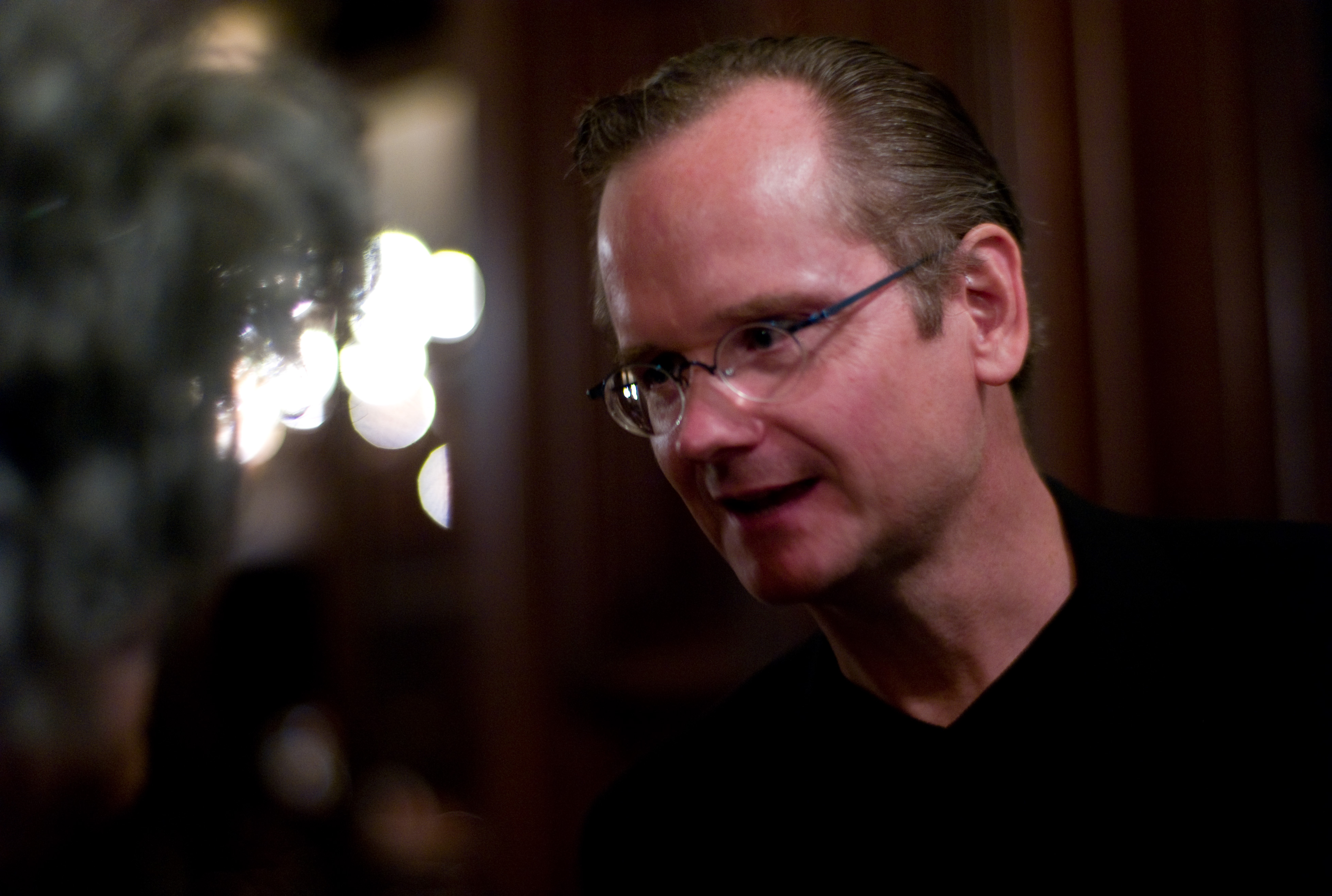
Lawrence Lessig jogászprofesszor

Az előszóban Lessig ezt a könyvet az előző, Kód, és a kibertér egyéb törvényei című könyvével hasonlítja össze. Az a könyv arról szólt, hogy a szoftverek milyen hatással vannak a jogrendszerekre. Ettől a Szabad kultúra mondanivalója kicsit eltér. Lessig szerint az internet kultúránk egy részét alapvetően befolyásolja.
Lessig professzor a kalózkodás és a tulajdonjog kapcsolatát vizsgálja egy olyan intellektuális tulajdonjogi környezetben, mely szerinte alapvetően befolyásolja a jogalkotás folyamatát. Ezt a legtöbb országban olyan multinacionális vállalatok tűzik a zászlajukra, melyeknek elsődleges céljuk a tőkeakkumulálás, nem pedig a gondolatszabadság serkentése.
A könyv részletesen leírja az Eldred kontra Ashcroft ügyet és azt, miképp próbálta meg kijavítani az Eldred-törvény, más néven a Szerzői jogi szabályok enyhítéséről szóló törvény hiányosságait.
Lessig arra a következtetésre jut, hogy az a társadalom, mely információs társadalommá kíván válni, a társadalom szabadon eldöntheti, hogy szabad vagy feudális társadalmat akar kialakítani. Utószavában kifejti, hogy szerint a Szabad szoftverek terén élen járó Richard Stallman és alapítványának fő céljai nem állnak szöges ellentétben a kapitalizmussal. Ebben a rendszerben is van lehetőség olyan vállalatok kialakítására, mint amilyen például a Westlaw és a LexisNexis. Ezeknek az oldalaknak előfizetői vannak, és a Creative Commonshoz hasonló licenceket hoztak létre. 
Ezek mellett a rövidebb, de meghosszabbítható szerzői jogi oltalmak mellett érvelt, és szeretné csökkenteni a szerzői jogokhoz kapcsolódó jogokat. Ilyen például az, hogy például egy kiadó megtilthatja, hogy egy adott művet az interneten nem kereskedelmi céllal elérhetővé tegyenek. Ezen kívül ellenzi azokat a kötelező licenceket, melyek a szerzői jogi díjakat egyes statisztikai adatokhoz kötik. Ezeken kívül a Harward Law School professzora, William Fisher által felvetett adózási megoldásokkal sem ért egyet. 

## Származékos művek
A könyv internetes megjelenése utáni napon AKMA, egy blogger azzal az ötlettel állt elő, hogy mivel a jogszabályok lehetővé teszik, mindenki önkéntesen válasszon ki egy fejezetet, azt olvassa fel, majd tegye ezt elérhetővé. Két nappal később a könyv nagy része elérhető volt hangformátumban is.
Az audió feldolgozás mellett már több nyelvre – így kínaira, katalánra, csehre, franciára, magyarra, olaszra, lengyelre, portugálra és spanyolra is lefordították. A kínai változat elkészítését Isaac Mao fogta össze.

## Magyarul
- Szabad kultúra. A kreativitás természete és jövője; ford. Antal Ferenc; Kiskapu, Bp., 2005

## Külső hivatkozások
- Lawrence Lessig: Szabad kultúra a Magyar Elektronikus Könyvtárban
- Official site Archiválva 2011. június 15-i dátummal a Wayback Machine-ben
- Free Culture Archiválva 2009. szeptember 16-i dátummal a Wayback Machine-ben
- Multiple Formats, searchable version available online ( html, XML, opendocument ODF, pdf (landscape, portrait), plaintext, concordance ), SiSU
- Free Culture lecture flash animation 8.6 mg see index for alternatives: https://web.archive.org/web/20071012042349/http://www.eff.org/IP/freeculture/
- Washington Post review[halott link]
- Purple numbered version
- Lessig Speaks at Swarthmore – Professor Lessig's lecture at Swarthmore College
- Collaborative Audio Book